# Обезразмеривание
Обезразмеривание (также уподобление) — полное или частичное удаление единиц измерения из уравнения, содержащего физические величины. Так можно упростить задачи с замеренными величинами и представить их параметрически.
Обезразмеривание достигается посредством замены переменных. Для каждого измерения выбирается характерный масштаб — характеризующее текущую систему значение, относительно которого оно обезразмеривается. Это может быть резонансная частота, длина, постоянная времени. Например, время увеличения экспоненциально растущей величины в два раза или период колебаний маятника; скорость или температура набегающего потока или диаметр тела. Обезразмеривание также можно использовать для определения вышеупомянутых характерных масштабов.
Например, {\displaystyle \theta ={\frac {T}{T_{ref}}}} , где {\displaystyle \theta } — безразмерная температура, {\displaystyle T_{ref}} — температура набегающего потока, {\displaystyle T} — температура в точке. Последние две температуры измеряются в кельвинах. Такое упрощение позволяет работать с одной переменной — безразмерной температурой — вместо двух.
Обезразмеривание полезно для систем, которые можно описать дифференциальными уравнениями, например, систем управления. Также обезразмеривание применимо и для других задач, таких как нормализация в статистике.
Понятие обезразмеривания также тесно связано с анализом размерности.